# 埃米·阿拉萨尔米
埃米·阿拉萨尔米（芬蘭語：Emmy Alasalmi，1994年1月17日—），瑞典女子冰球运动员，场上位置是后卫。她曾代表瑞典国家队参加2018年冬季奥林匹克运动会冰球比赛，获得第七名。